# Vestibolo vulvare
Nell'anatomia femminile il vestibolo vulvare è una parte della vulva compresa fra le piccole labbra e l'apertura del canale vaginale.

## Anatomia
Il vestibolo si trova appena al di sotto degli orifizi delle ghiandole parauretrali di Skene (tali ghiandole esocrine a loro volta si trovano al di sotto dell'orifizio uretrale esterno).